# Osaka Monaurail

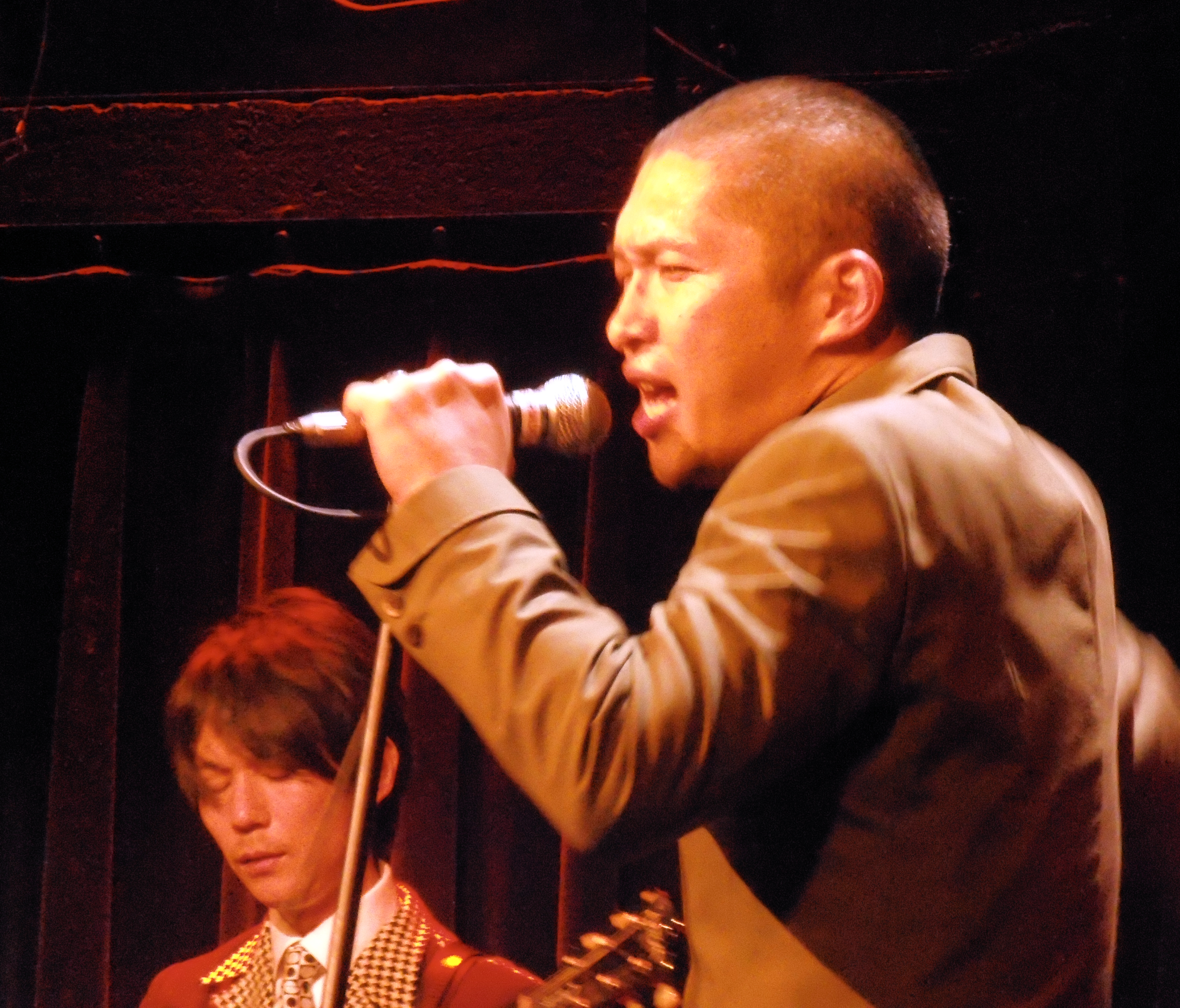
Osaka Monaurail (2012)

Osaka Monaurail (jap. オーサカ・モノレール, Ōsaka Monorēru) ist eine 1992 in Osaka gegründete und zurzeit neunköpfige japanische Funkband, die mittlerweile auch in Europa erfolgreich auftritt.

## Bandgeschichte

### Die Anfänge als College-Ensemble
Osaka Monaurail wurde 1992 gegründet, als Nakata Ryo, Frontmann der Gruppe, Student war. Der Name wurde von dem Stück It’s the JBs Monaurail (mit bewusst verfälschter Schreibweise) von James Browns Band The J.B.’s übernommen. Die J.B.’s waren von Beginn an einer der größten Einflüsse und eine wichtige Inspirationsquelle für Osaka Monaurail. Ursprünglich bestand die Gruppe aus über zwanzig Mitgliedern; besonders stark waren Bläser und Rhythmusinstrumente vertreten. Die meisten dieser Musiker kannten sich aus dem Jazzclub desselben Colleges. Das erste Stück, das Osaka Monaurail damals einstudierten, war der Funkklassiker I Got The Feeling von James Brown.
Bald begann sich der 13-köpfige Kern der Gruppe herauszubilden: Nakata Ryo (Gesang und Keyboard), Matsunaga Hiroaki and Yamamoto Nobuki (Trompeten), Terada Hiroichi (Hintergrundgesang und Posaune), Hiraishi Katsutoshi (Posaune), Nakamoto Goji (Altsaxophon), Hibino Norihiko (Tenorsaxophon), Takegai Tomoki (Baritonsaxophon), Kikuchi Hiroshi and Ichinose Takayuki (Gitarren), Yatabe Teruyuki (Bass), Suetsugu Toshimitu (Percussion) und Igarashi Shuichi (Schlagzeug). Nach einigen Schulkonzerten wurde in dieser Besetzung die erste öffentliche Liveshow von Osaka Monaurail in der Bustle Hall in Osaka aufgeführt. Dies war im Jahr 1993.

### Die SHOUT!-Ära
Zwischen 1993 und 1996 trat die Gruppe vornehmlich in örtlichen Bars und Clubs auf. Als sie nach mehreren Mitgliederwechseln beim Soul-Banana-Festival 1997 in der Banana Hall, ebenfalls in Osaka, den Sänger Boo, den DJ Muro, den Rapper Dev Large und den Künstler Dragon getroffen hatten, begannen Nakata und Boo gemeinsam 1998 Soul-Partys im „Dawn“, einem Club in Osaka, zu bewerben und zu fördern. Die Veranstaltungen wurden SHOUT! benannt und die Hauptakteure waren Osaka Monaurail und Boo, zusammen mit Soul Nuts und vier örtlichen DJs. Die SHOUT!-Flyer zeichneten sich aus durch Illustrationen, die der schwarzen Kinoszene der frühen 1970er-Jahre entlehnt waren. Diese damals ungewöhnliche Werbung zog viele Besucher an, sodass SHOUT! als zweimonatliche Veranstaltung eine Institution in Osaka wurde und auch in Tokio zweimal jährlich stattfand. Die SHOUT!-Veranstaltungen wurden bis 2002 fortgeführt und der Name auch für ein Plattenlabel verwendet.
1998 kam die Gruppe mit Mitgliedern der J.B.’s zusammen, unter anderem Clyde Stubblefield (Schlagzeug), John „Jabo“ Starks (Schlagzeug) und Fred Wesley (Posaune).

### Die ersten Veröffentlichungen
1999 führten Osaka Monaurail erstmals gemeinsame Studioaufnahmen durch. Diese erfolgten allerdings nicht für eine eigene Veröffentlichung, sondern es handelte sich um den Opener des ersten Albums von Buddha Brand, damals eine der beliebtesten Rap-Formationen in Japan. Das Album Yameru Mugen No Buddha No Sekai wurde 2000 veröffentlicht, mit dem Beitrag Super Heavy Funk Introduction von Osaka Monaurail.
2000 veröffentlichten Osaka Monaurail dann ihr erstes eigenes Album: What It Is... What It Was war ganz dem Funk verschrieben und enthielt neben vielen originalen Gesangs- und Instrumentalstücken auch eine Coverversion von Theme From The Men, das ursprünglich von Isaac Hayes 1973 geschrieben und aufgeführt wurde. Es wurde unter dem SHOUT!-Label veröffentlicht, nun einem Unterlabel der Plattenfirma RD Records.
Das zweite Album, Rumble ‘n’ Struggle, wurde im Dezember 2001 veröffentlicht, wobei die ersten Aufnahmen, etwa das Titelstück, schon im Juni 2001, also vor den Terroranschlägen vom 11. September, aufgenommen und abgemischt worden waren – schon hier thematisiert Nakata den kommenden Krieg:
“There ain’t a lot of land invading, but a whole lot of weapon trading.”
“There, it’s killing for good sakes. ‘Justice’ is always defined by snakes”
Das Album enthielt neben diesem Titelstück weiterhin vier Instrumental- und zwei Gesangsstücke. Die Besetzung für das Album bestand aus Nakata Ryo (Gesang, Keyboard und Percussion), Matsunaga Hiroaki und Fukutani Shigeki (Trompeten), Hiraishi Katsutoshi (Posaune), Kobayashi Mitsuru (Altsaxophon und Flöte), Takeshima Satoru (Tenorsaxophon und Flöte), Hayami Dan and Kuroishida Keishi (Gitarre), Ouchi Tsuyoshi (Bass) and Kimura Yuichiro (Schlagzeug).
Kurz darauf wurden auch drei 45-rpm-Singles veröffentlicht: New New Type Thing (erster und zweiter Teil) vom ersten Album, Just Bein’ Free (erster und zweiter Teil) und Down And Out (erster und zweiter Teil) vom zweiten Album. Das Plattenetikett der Single zu Just Bein’ Free enthält den Hinweis “Inspired by the movie, Superfly” („inspiriert durch den Film ‘Superfly’“), was zeigt, dass das Lied eine Hommage an den Funkklassiker Give Me Your Love aus dem Jahr 1972 von Curtis Mayfield ist.

### Von Osaka nach Tokio
2003 zog Osaka Monaurail nach Tokio, es verließen fünf Mitglieder die Gruppe und vier schlossen sich in Tokio dem Ensemble an, was neue Instrumente und somit eine neue Gruppendynamik mit sich brachte sowie einen modernen Tourbus, der es Osaka Monaurail ermöglichte, mit voller Besetzung und kompletter Ausstattung auf Tour zu gehen und so an jedem Ort ihren eigenen optischen und audiblen Vintage-Stil beibehalten zu können.
Nakata begann daraufhin auch den Aufbau eines eigenen Studios, wo dann das dritte Album, Thankful (For What You’ve Done) 2004 komplett zusammengemischt wurde. Da der Vermieter allerdings bankrottging, musste das Studio schon zum Ende des Jahres wieder aufgegeben werden. Thankful enthielt reine Instrumentalstücke und vier mit Gesang. Insgesamt wurde versucht, den Klang der frühen Siebziger zu adaptieren und beizubehalten. Mind Power, das letzte Stück des Albums, ist wiederum ein Stück der J.B.’s aus dem Jahr 1973. Double-Up Now, ein Instrumentalstück, wurde zu einem beliebten Hit in den Clubs der Funkszene.
2005 entstand das erste Livealbum: Eyewitness to the...: Live in Heavy Funk System wurde während des Auftritts zusammen mit Pinch, einem DJ und langjährigen Freund der Gruppe, und Keb Darge, dem Gründer der The Legendary Deep Funk-Bewegung, in Osaka am 28. April 2005 aufgezeichnet. Es enthält das komplette Konzert. Das Livealbum enthält 24 reguläre und zwei versteckte Zusatzstücke, darunter sowohl zahlreiche Originale als auch Coverversionen, zum Beispiel Soulful Strut von The Young-Holt Unlimited (1968), Pick Up The Pieces One By One von Above Average Black Band (1975), Theme From Shaft von Isaac Hayes (1971), Soul Pride von The James Brown Orchestra, Alligator Bogaloo von Lou Donaldson (1967) sowie Mother Popcorn von James Brown aus dem Jahr 1968.

### Der Beginn der Zusammenarbeit mit Marva Whitney
Im Sommer 2006 tourten Osaka Monaurail als Backup-Band für Marva Whitney (bekannt als „Soulsister Number One“, „The First Lady Of Funk“, als eine der „The James Brown’s Original Funky Divas“, sowie als „erste Diva“ in der James-Brown-Revue der späteren 1960er-Jahre) durch sechs Städte. Dazu kam Whitney aus Kansas City, Kansa, USA, nach Japan, um vom nördlichen Sapporo aus nach Okinawa im Süden zu touren – in Okinawa war sie bereits 1968 mit James Brown aufgetreten, als sie nach Vietnam unterwegs war. Die Tournee mit Marva Whitney wird von Osaka Monaurail und deren Fans als Meilenstein in der Bandgeschichte angesehen. Zudem war sie der Ausgangspunkt für eine fruchtbare Zusammenarbeit zwischen Whitney und den Musikern aus Osaka, welche bis zu Whitneys Tod im Dezember 2012 andauerte.
Nach der eineinhalbwöchigen Tournee nahmen Osaka Monaurail und Marva Whitney gemeinsam deren erstes Soloalbum nach 36 Jahren im Tonstudio auf. Dieses wurde im Dezember 2006 zunächst ausschließlich in Japan unter dem Namen I Am What I Am veröffentlicht. Es erschien im Frühjahr 2007 auch in Europa beim Plattenlabel Freestyle Records. Auf dem Album finden sich neue Lieder, zum Beispiel das titelgebende I Am What I Am, aber auch Coverversionen Whitneys eigener Lieder wie etwa Soulsisters Of The World, das bereits 1967 als eine ihrer Singles unter dem Namen Saving My Love For My Baby erschienen war. Zudem interpretierte Whitney mehrere Funkklassiker neu: Give It Up Or Turn It A Loose von James Brown sowie He’s Mine von The Platters und Every Little Bit Hurts. Dazu steuerten Osaka Monaurail zwei Instrumentalstücke bei, It’s Her Thing und We Sing Soul. Das Schlussstück Peace In The Valley, gilt als Whitneys persönlicher Favorit unter ihren eigenen Stücken.
Im Herbst 2006 stieg Nakata trotz seiner Funktion als Mitbegründer bei RD Records aus, um SHOUT! Productions als unabhängiges Plattenlabel wieder aufzubauen; momentan hat das Label viele Künstler unter Vertrag oder arbeitet mit ihnen zusammen, darunter Marva Whitney, Osaka Monaurail, Cauliflowers und The Takosan.

### Die erste Europatournee und das 15-jährige Bandjubiläum
Im November 2006 traten Osaka Monaurail erstmals auch in Europa auf, die Tour fand in sechs Städten statt: London, Southampton, Montpellier, Berlin, Hamburg und Wiesbaden. Im selben Jahr erschien auch das fünfte Osaka-Monaurail-Album als erste Veröffentlichung des wiederaufgebauten Labels SHOUT! Productions: Reality For The People mit dem Opener Quicksand legt seinen Schwerpunkt verstärkt auf die Rhythmusinstrumente und enthält eine Coverversion des Bossa-Nova-Stücks Ceora von Lee Morgan.
2007 fand eine weitere Europatournee anlässlich des fünfzehnten Bandjubiläums statt. Dazu bemerkte Nakata häufig in Interviews:
“We’ve been working very hard for 15 years only to find a way to play funk music.”
(„Wir haben 15 Jahre lang hart gearbeitet, nur um einen Weg zum Funk zu finden.“)
Die Tourbesetzung bestand aus Ryo Nakata (Gesang, Keyboard), Kentaro Yamagata and Seiji Sakakibara (Trompeten), Katsutoshi Hiraishi (Posaune und Flöte), Shimon Mukai (Tenorsaxophon, Baritonsaxophon und Flöte), Dan Hayami and Yuichi Ikeda (Gitarren), Dai Nakamura (Bass) sowie Kensuke Okuse (Schlagzeug).
Ende 2008 fanden erneut Auftritte von Osaka Monaurail in Europa statt, wiederum zusammen mit Marva Whitney.

## Filmvertrieb
Frontmann Nakata Ryo engagiert sich auch im Independent-Filmvertrieb für das Black Cinema. Er erwarb mit von Freunden gesammeltem Geld (ca. sechs Millionen Yen) 1999 die Rechte an zwei Filmen: Superfly aus dem Jahre 1972 und Coffy – die Raubkatze (1973), die er im Juni 2000 in 17 Lichtspielhäusern in ganz Japan als unabhängiger Filmvertrieb anlaufen ließ. Fast 30 Jahre nach der Uraufführung wurden die Filme so in den Kinos aufgeführt und erstmals in Japan auch auf Video veröffentlicht. Lokal vertrieb Nakata einige Jahre später zudem die Filme When We Were Kings - Einst waren wir Könige von 1997 und Soul To Soul aus dem Jahr 1971. Darüber hinaus wirkte er als Herausgeber an der Realisierung des Buchs The Soul Of Black Movies mit.

## Trivia
- Nach der Aufzeichnung des Live-Konzertes auf Eyewitness to the... Live in Heavy Funk System hört man jemanden rufen:

„Hontoni bikkuri shitadesune mo, Osaka Monaurail sugoku jozu ne. Moichi do over here!“
(„Verblüffend! Ein großes Lob an Osaka Monaurail – wieder einmal hier [in Osaka, nach dem Umzug nach Tokio]!“).
Es handelt sich um Keb Darge, den Begründer der Legendary Deep Funk-Nächte in London, der zu diesem Zeitpunkt schon lange Zeit ein freundschaftliches Verhältnis zu Osaka Monaurail pflegte.
- Der Bandname bezieht sich auf die Osaka Monorail. Diese Bahnlinie ist im Guinness-Buch der Rekorde als längste Einschienenbahnstrecke der Welt verzeichnet.

## Diskografie

### Studioalben
- 2000: What It Is… What It Was
- 2000: What It Is… What It Was
- 2001: Rumble ‘n Struggle
- 2004: Thankful (For What You’ve Done)
- 2006: Reality For The People
- 2006: I Am What I Am (Marva Whitney with Osaka Monaurail)
- 2008: Amen, Brother (and other Funk instrumentals)
- 2011: State of the World
- 2014: Riptide

### Livealben
- 2002: Soul Scream feat. Osaka Monaurail Tour 2002 – Future Is Now
- 2005: Eyewitness To The… Live In Heavy Funk System At Raindogs, Osaka, April 28, 2005
- 2009: Live in Spain

### Singles
- 2001: New New Type Thing (pts.1&2)
- 2001: (She Lights My Fire, The Baby Sure Is) Down And Out (pts. 1&2)
- 2001: Just Bein’ Free (pts. 1&2)
- 2004: Mind Power (pts. 1&2)
- 2004: Double-Up Now (pt. 1) b/w Groovy, Groovy, Groovy (pt.2)
- 2004: Hot Pants Road (pt. 1) b/w Pick Up The Pieces One By One (pt. 2)
- 2004: Pick Up The Pieces One By One (pt. 1) b/w Hot Pants Road (pt. 2)
- 2006: I Am What I Am (pts. 1&2) (Marva Whitney with Osaka Monaurail)
- 2007: Soulsisters Of The World (pt. 1) b/w It’s Her Thing (pt. 2)" (Marva Whitney with Osaka Monaurail)
- 2007: Quicksand (pt. 1) b/w Ceola (pt. 2)
- 2007: We got One (A Show) b/w We got One (A Show) – Instrumental (Our Label Records)
- 2008: Signed Sealed Delivered, I’m Yours b/w Supershine #9 (Our Label Records)
- 2009: Tighten Up b/w Soulful Strut (Unique Records)
- 2009: Hung Up (Unique Records)
- 2011: No Trouble On The Mountain (feat. Shirley Davis) b/w "The Archipelago" (Unique Records)

### Videoalben
- 2003: Soul Scream feat. Osaka Monaurail Tour 2002 – Future Is Now exclusive live mix

### Mitwirkung auf Kompilationen
- 2000: Buddha Brand: Yameru Mugen no Buddha no Sekai (CD, Track 1: Super Heavy Funky Introduction feat. Osaka Monaurail)
- 2000: Diverse: Shifuku Deka (Kompilation-CD, Track 6: Theme Of Osaka Monaurail (edited version))
- 2002: Diverse: New York Times Tribute to Blue Notes (Kompilation-CD, Track 8: Alligator Boogaloo)
- 2002: Diverse: Space Shower Retsuden Utage (Kompilation-CD, Track 7: Your Thing (Do It!))
- 2003: Diverse: Project Massive (Kompilation-CD, Track 6: Whatever you do)
- 2003: Diverse: Yumezamurai no Shishu (Kompilation-CD, Track 8: Double-Up Now)
- 2003: Diverse: Funk Your Style (Kompilation-CD, Track 3: Two Houses Make A Happy Home)
- 2004: Diverse: The Orchard Style Two (Kompilation-CD, Track 6: Theme from Ironside)